# Idaea robusta
Idaea robusta là một loài bướm đêm trong họ Geometridae.